# Piccola stella senza cielo
Piccola stella senza cielo è un brano musicale scritto e composto da Luciano Ligabue incluso in Ligabue, album d'esordio del cantante, pubblicato nel 1990.

## La versione del 2003
Nel 2003, per la promozione dell'album Giro d'Italia, è stata registrata una nuova versione del brano e pubblicata come singolo.

### Il video musicale
Il video per la versione 2003 è stato girato dal regista Giangi Magnoni a Venezia, soprattutto nei sestieri di Cannaregio e Castello (fa eccezione solo la ripresa del Ponte di Rialto), e segue le vicende di una bambina che gioca con una biglia di vetro per una città surreale e deserta, in cui le gondole fluttuano da sole a mezz'aria. L'ultima scena è ripresa nel campo dell'Abbazia, un campo che si trova nel sestiere di Cannaregio vicino alla sacca della Misericordia da cui in realtà non è possibile vedere il campanile di San Giorgio, aggiunto sullo sfondo in digitale, così come il bacino San Marco, che si trova molto più a sud.
- Piccola stella senza cielo (radio edit), su YouTube. URL consultato il 6 ottobre 2014.

Il videoclip è stato inserito nei DVD Secondo tempo del 2008 e Videoclip Collection del 2012, quest'ultima distribuita solo nelle edicole.

### Formazione
- Luciano Ligabue - voce, chitarra e altri strumenti da sala

La Banda
- Federico Poggipollini - chitarre
- Mel Previte - chitarre
- Antonio Righetti - basso
- Roberto Pellati - batteria
- Fabrizio Simoncioni - tastiera, cori

Altri musicisti
- D.RaD – elettronica
- Mauro Pagani – altri strumenti

## Cover
Nel 2003 è stata reinterpretata da Dolcenera e inserita nel suo album d'esordio Sorriso nucleare.

## Classifiche
| Classifica (2007) | Posizione massima |
| ----------------- | ----------------- |
| Italia            | 33                |